# Hernán Ronsino
Hernán Ramón Ronsino (Chivilcoy, 1975) es un escritor, sociólogo y docente argentino. Considerado uno de los más destacados escritores argentinos contemporáneos, su obra está compuesta de cinco novelas, dos libros de cuentos y uno de ensayos. Recibió, entre otros, el Premio Anna Seghers (2020), el Premio Municipal de Literatura de la Ciudad de Buenos Aires (2021) y el Premio de la Crítica de la Fundación El Libro (2023). Además, fue traducido a los idiomas francés, italiano, alemán, griego e inglés.

## Biografía
Hernán Ramón Ronsino nació en el año 1975 en la ciudad de Chivilcoy, provincia de Buenos Aires, Argentina. Estudió sociología y se desempeñó como docente en la Universidad de Buenos Aires y la Universidad del Museo Social Argentino.
En 1994, se trasladó a la ciudad de Buenos Aires, donde comenzó a escribir cuentos que fueron publicados en diferentes revistas, diarios y antologías. En el 2003, publicó su primer libro, la colección de cuentos Te vomitaré de mi boca, que recibió una mención honorífica del Fondo Nacional de las Artes en el 2002.
En el 2007, publicó su primera novela, La descomposición. En el 2011, la Feria Internacional del Libro de Guadalajara lo nombró como uno de los 25 nuevos autores más destacados de América Latina.
En los años 2009 y 2013, respectivamente, publicó las novelas Glaxo y Lumbre, que junto con su primera componen la denominada «trilogía pampeana». Le siguieron a ellas el libro de ensayos Notas de campo, publicado en el 2017, y su cuarta novela, Cameron, editada en el 2018 y que escribió durante su estadía de seis meses en una residencia para escritores en Zúrich.
En el 2020, el escritor recibió el premio Anna Seghers. Ese mismo año, participó en el guion del documental Chivilcoy, la fundación de un pueblo. En el 2021, obtuvo el Premio Municipal de la Ciudad de Buenos Aires por Cameron. En el 2022, publicó su quinta novela, Una música. En el 2023, el texto obtuvo el Premio de la Crítica de la Fundación El Libro.
En mayo del 2024, recibió el Premio Konex de Letras en la categoría de Novela por el período 2021-2023. En agosto de ese año, publicó su segundo libro de cuentos, Caballo de verano.

## Estilo
La prosa de Ronsino posee una «entonación saeriana» y un «imaginario onettiano», en especial por la creación de un espacio en específico y sus personajes. Entre sus temáticas principales, se encuentran la reflexión acerca de la violencia, la memoria y el paso del tiempo. En casi todas sus novelas, además, es tratada la historia y el contexto político de la Argentina, si bien de manera «no resaltada». En Lumbre (2013), por ejemplo, personajes y eventos históricos son representados en la narración. Tal es el caso del escritor Julio Cortázar (retratado en la novela como Julio Denis), el expresidente argentino Domingo Faustino Sarmiento y la crisis argentina de diciembre de 2001, entre otras.
Respecto a la incidencia de la sociología en su escritura, el escritor expresó: «La sociología me ayudó mucho como manera de pensar. Como un mecanismo para pensar lo que está naturalizado en el lenguaje, aunque a la hora de escribir ficción guardo esas herramientas en un rincón».

### Influencias
Respecto a sus influencias, Ronsino mencionó como algunos de ellas a los escritores argentinos Juan José Saer, Miguel Briante, Antonio Di Benedetto y Haroldo Conti. En sus tres primeras novelas, además, citó en epígrafres a los autores Juan Carlos Onetti, Jean-Paul Sartre, Charles Baudelaire, Rodolfo Walsh, Cesare Pavese y Carlos Mastronardi.

## Obra

### Novela
- La descomposición (2007, Interzona)
- Glaxo (2009, Eterna Cadencia)
- Lumbre (2013, Eterna Cadencia)
- Cameron (2018, Eterna Cadencia)
- Una música (2022, Eterna Cadencia)

### Cuento
- Te vomitaré de mi boca (2003, Libris)
- Caballo de verano (2024, Eterna Cadencia)

### Ensayo
- Notas de campo (2017, Excursiones)

## Premios y menciones
- 2002: mención honorífica del Fondo Nacional de las Artes por Te vomitaré de mí boca.[12]
- 2020: Premio Anna Seghers.[33]
- 2021: Premio Municipal de Literatura de la Ciudad de Buenos Aires por Cameron.[19]
- 2023: Premio de la Crítica de la Fundación El Libro por Una música.[34]
- 2024: Premio Konex de Letras en la categoría de Novela por el período 2021-2023.[35]